# Râul Tecucel
Râul Tecucel este un curs de apă, afluent al râului Bârlad. 